# Johann Georg Beringer

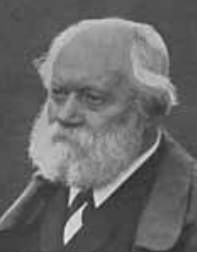
Johann Georg Beringer

Johann Georg Beringer (* 9. November 1829 in Königstein (Oberpfalz); † 23. Juni 1919 in Tutzing) war ein deutscher Fernmelde-Ingenieur, bayerischer Beamter und Bienenfachmann.

## Leben
Johann Georg Beringer wurde in Königstein im heutigen Landkreis Amberg-Sulzbach als Sohn des Orgelbauers Tobias Beringer geboren. Er wählte einen anderen Beruf und wurde Ingenieur und Erfinder. Hier widmete er sich besonders der drahtgebundenen Telegraphie. Er gilt als Pionier der Telefonie und der drahtgebundenen Signalübermittlung. Im Rang eines königlich bayerischen Telegraphenoberingenieurs war er maßgeblich an der Einrichtung des ersten Telefons auf der Zugspitze beteiligt und entwickelte erste elektrische Sicherheitseinrichtungen für die Eisenbahn. In seinem Beruf installierte er des Weiteren verschiedene Schlossbeleuchtungen und bildete Lehrlinge im Fernmeldewesen und der Elektroinstallation aus.
Beringer verfügte über ein umfangreiches botanisches Wissen und war ein bekannter Imker. Sein Werk Grundzüge der Bienenzucht ist auch über 100 Jahre nach seinem Erscheinen immer noch aktuell. Noch bevor es einen gesamtdeutschen Verband gab, war er Vorsitzender des bayerischen Imkerverbands und war im Verband als „Tutzinger Bienenvater“ sowie auch als Wanderlehrer tätig. Ebenfalls betätigte er sich als Kunstsammler. Er war befreundet mit den Malern Carl Spitzweg, Franz von Lenbach und Friedrich Kaulbach.
Er war verheiratet mit Therese geb. Fischbach († 1900), Tochter und letzte lebende Nachfahrin des österreichischen Malers Johann Fischbach. Ihre Kinder starben schon in jugendlichem Alter.

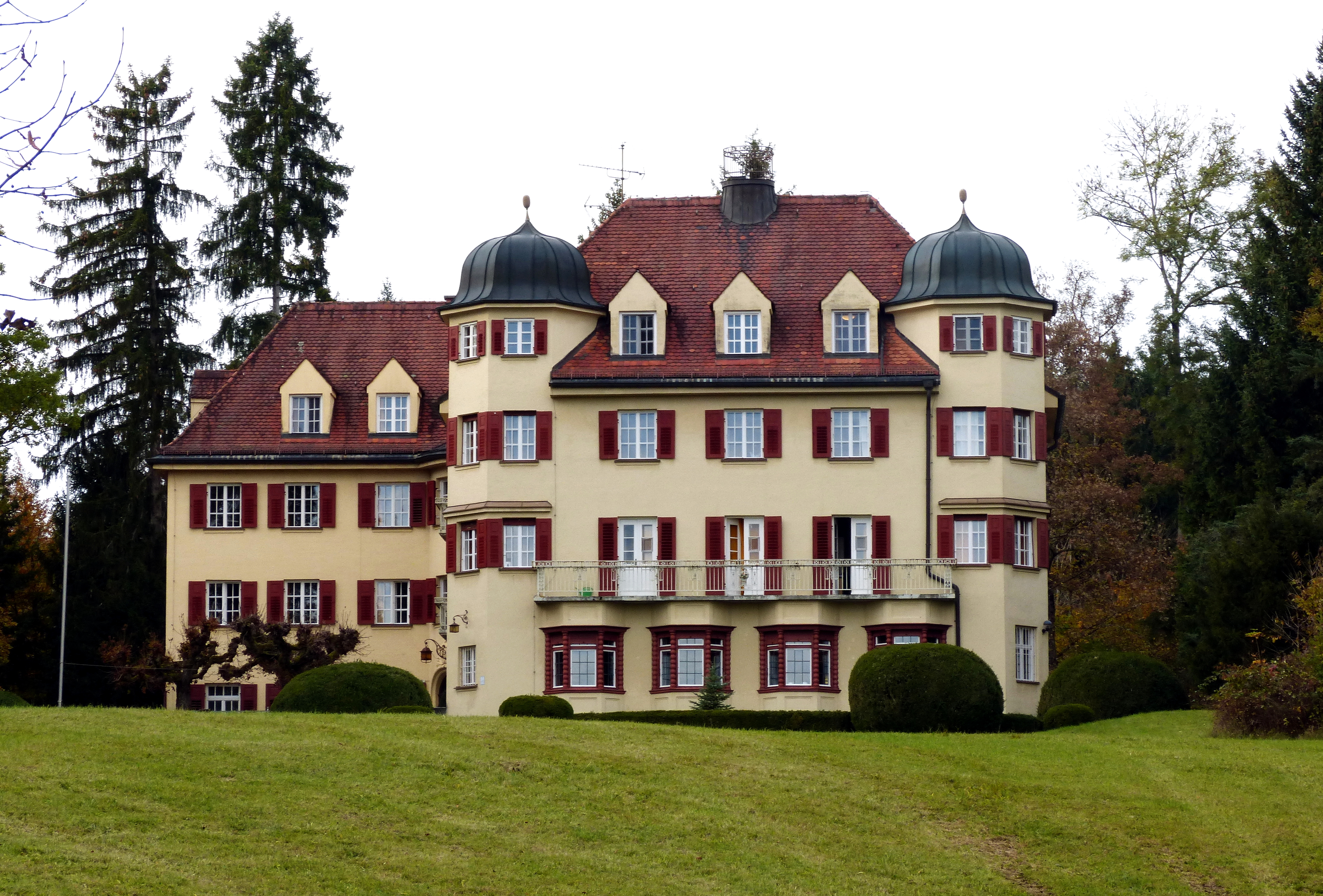
„Beringerheim“ in Tutzing

Das eigene Anwesen, bestehend aus landwirtschaftlichen Grundstücken, einigen Ställen und seinem Wohnhaus, vermachte er 1904 dem Bayerischen Verkehrs-Beamtenverein mit der Auflage, ein Erholungsheim für Vereinsmitglieder zu schaffen. Er selbst behielt sich lebenslanges Wohnrecht darin vor. Das „Beringerheim“ wurde, mit einer Unterbrechung ab 1936 durch Enteignung, bis 1990 betrieben.
Johann Georg Beringer starb 1919 und wurde auf dem Alten Tutzinger Friedhof unter großer Anteilnahme von einheimischen und auswärtigen Trauergästen beerdigt. In Tutzing erinnert heute der Beringerweg an ihn.

## Schriften
- Grundzüge der Bienenzucht. Datterer & Cie., 1899.
- Freundesgruß zum Jahre 1909. Tutzing 1908.